# بحيرة مويرو
بحيرة مويرو (تُنطق أيضًا مويلو، ماويرو) هي بحيرة عذبة على الفرع الأطول من ثاني أطول نهر في أفريقيا، والمتمثل في نهر الكونغو. تمتد البحيرة الواقعة على الحدود بين زامبيا وجمهورية الكونغو الديمقراطية على مساحة تبلغ 110 كم من إجمالي طول دولة الكونغو، حيث تقع بين نهر لوابولا (المنبع) ونهر لوفوا (المصب).
وكلمة مويرو (بالإنجليزية: Mweru) تعني «بحيرة» في عدد من لغات البانتو، لذلك غالبًا ما يُشار إليها باسم «مويرو» فقط.

## الجغرافيا الفيزيائية

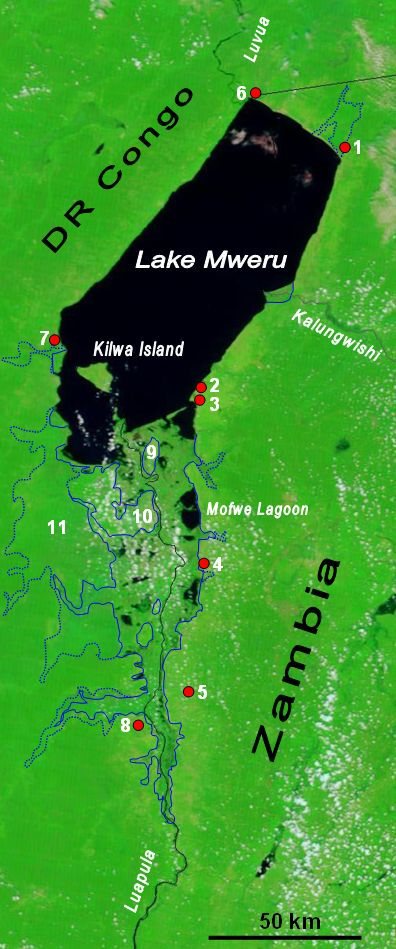
مويرو لوابولا

وتتم تغذية بحيرة مويرو بشكل أساسي بواسطة نهر لوابولا، الذي يجتاز المستنقعات قادمًا من الجنوب ونهر كالونجويشي القادم من الشرق. في طرفها الشمالي تصرف البحيرة مياهها في نهر لوفوا، الذي يتدفق في الاتجاه الشمالي الغربي ليتصل نهر لوالابا ومن ثم نهر الكونغو. وتُعتبر ثاني أكبر بحيرة في المستجمع المائي في الكونغو وتقع على بعد 150 كم غرب الطرف الجنوبي لبحيرة تنجانيقا الكبرى.
ويشكل نهر لوابولا دلتا مستنقعية يعادل عرضها عرض الطرف الجنوبي للبحيرة. وفي عدد من النواحي يمكن معاملة الجزء السفلي من النهر والبحيرة ككيان واحد. ونظرًا لوجودها في منطقة تتمتع بمواسم مطيرة وجافة، فإن بحيرة مويرو لا تشهد تغيرًا كبيرًا في المستوى والمساحة. ويبلغ مستوى التذبذب السنوي 1.7 متر مع ارتفاعات موسمية في مايو وانخفاضات في يناير. وهذا يرجع جزئيًا إلى أن نهر لوابولا يصرف مياهه في مستنقعات بانجويلو وسهول الفياضانات التي تميل إلى تنظيم تدفق المياه وامتصاص الفيضان السنوي وتصريفه ببطء وكذلك لأن مخرج منفذ مويرو، نهر لوفوا، ينحدر سريعًا ويتدفق بسرعة دون وجود غطاء نباتي يعيقه. وسرعان ما يتم تصريف ارتفاع منسوب بحيرة مويرو من خلال التدفق السريع نحو نهر لوفوا.
ويبلغ متوسط طول بحيرة مويرو 118 كم ومتوسط عرضها 45 كم مع اتجاه محورها الطويل نحو الشمال الشرقي-الجنوب الغربي. ويبلغ ارتفاعها 917 مترًا، وهو أعلى قليلاً من من ارتفاع بحيرة تنجانيقا (763 مترًا). وهي تُعتبر من بحيرات الوادي المتصدع التي تقع في منخفض مويرو-لوابولا، الذي يُعتبر فرعًا منصدع شرق إفريقيا. والشاطئ الغربي من البحيرة في جمهورية الكونغو الديمقراطية يبين الجرف الحاد الذي تتسم بها بحيرات الوادي المتصدع، ويرتفع إلى ما بعد جبال كونديلينجو غير أن جرف الوادي المتصدع يكن أقل وضوحًا في الشاطئ الشرقي.
وبحيرة مويرو ضحلة في الجنوب وأكثر عمقًا في الشمال، مع منخفضين في القسم الشمالي الشرقي مع عمق يبلغ 20 مترًا و27 مترًا كحد أقصى.
وتقع بحيرة مستنقعية للغاية تُسمى مويرو وانتيبا (تُعرف أيضًا باسم مويرو مارشيز) على مسافة حوالي 50 كم شرق بحيرة مويرو وشمال نهر كالونجويشي. وهي عبارة عن مستجمع مائي بدون تصريف وتأخذ مياهها من نهر كالونجويشي عبر مستنقع دامبو في معظم الأوقات، ولكن في أوقات ارتفاع الفيضانات قد يحدث تدفق منها إلى نهر كالونجويشي وبحيرة مويرو.

### وصلات خارجية
- Zambia tourism info with picture